# NGC 5378
NGC 5378 (również PGC 49598 lub UGC 8869) – galaktyka spiralna z poprzeczką (SBa), znajdująca się w gwiazdozbiorze Psów Gończych. Odkrył ją John Herschel 11 marca 1831 roku. Jest to galaktyka z aktywnym jądrem typu LINER.
W galaktyce tej zaobserwowano supernową SN 1991ak.